# Großsteingrab Stöckse

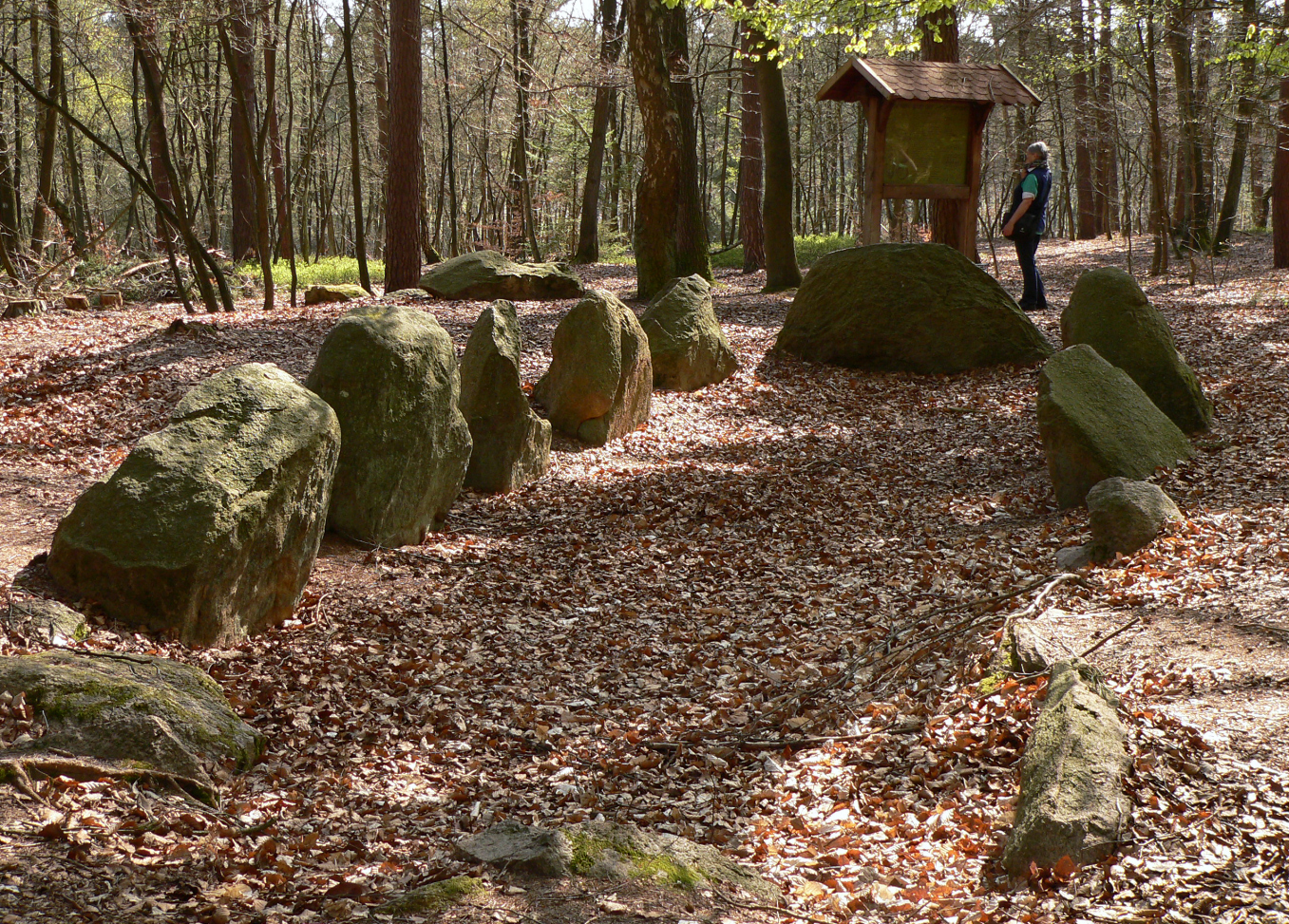
Entgegengesetzte Blickrichtung auf Infotafel

Das Großsteingrab Stöckse, auch Teufelsbett genannt, ist ein nur unvollständig erhaltenes Großsteingrab in Stöckse, Samtgemeinde Steimbke östlich von Nienburg/Weser in Niedersachsen. Es befindet sich wenig östlich des Giebichensteins (etwa 100 m). Sein Bau erfolgte als Megalithanlage zwischen 3500 und 2800 v. Chr. in der Jungsteinzeit durch die Träger der Trichterbecherkultur (TBK). Das vermutliche Ganggrab trägt die Sprockhoff-Nr. 813. „Neolithische Monumente sind Ausdruck der Kultur und Ideologie jungsteinzeitlicher Gesellschaften. Ihre Entstehung und Funktion gelten als Kennzeichen der sozialen Entwicklung“. Das Ganggrab ist eine Bauform jungsteinzeitlicher Megalithanlagen, die aus einer Kammer und einem baulich abgesetzten, lateralen Gang besteht. Diese Form ist primär in Dänemark, Deutschland und Skandinavien, sowie vereinzelt in Frankreich und den Niederlanden zu finden.

## Beschreibung

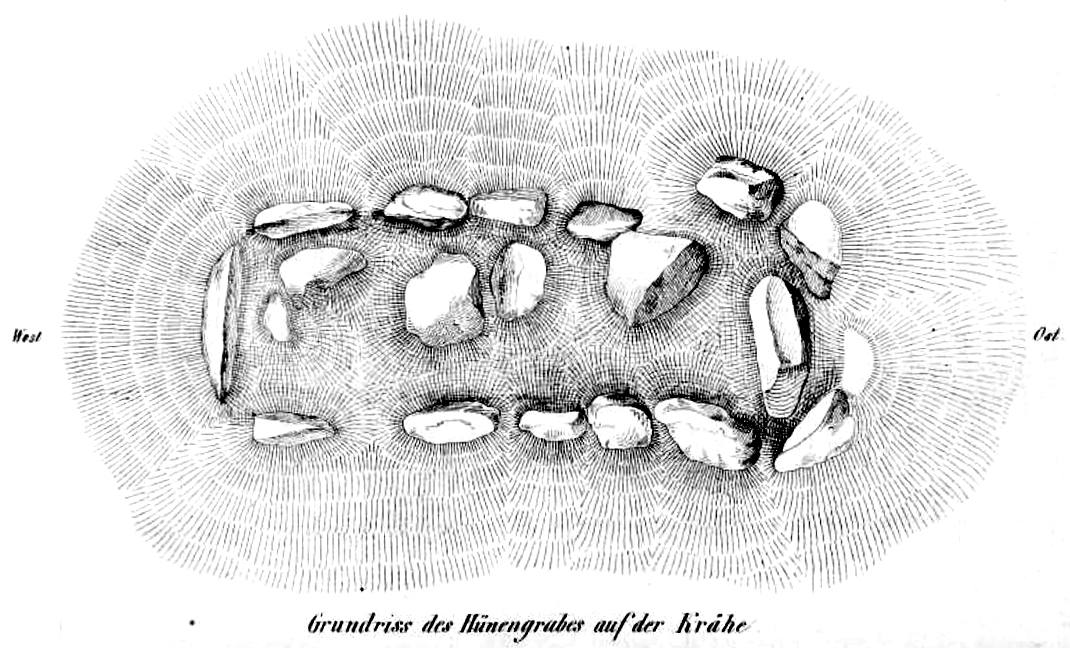
Grundriss des Grabes nach Müller

Alle Decksteine fehlen, aber elf teilweise zerbrochene seitliche Tragsteine (fünf auf der West- und sechs auf der Ostseite) stehen in der typischen, leicht einwärts geneigten Stellung. Das Südende wird durch eine große Steinplatte verschlossen, das Nordende ist zerstört. Die mindestens zwei fehlenden Tragsteine wurden durch drei neue Steine ersetzt. Die Kammer ist etwa neun Meter lang und drei Meter breit. Manche Steine zeigen Bearbeitungsspuren; besonders gut zu erkennen an den mittleren Steinen der östlichen Langseite. Kleine Konsolen zeigen an, wo Steinteile senkrecht abgesprengt worden waren. Schwache Rillen belegen die teilweise künstliche Zurichtung.
Schon auf den Stichen von 1867 fehlen die Decksteine des Ganggrabes. Wahrscheinlich wurden sie um 1780 zerschlagen und zum Bau der Kurierstraße Hannover-London verwandt. Die an mehreren Stellen gestörte und durchwühlte Kammer wurde im Jahr 1967 von Walter Nowothnig untersucht. Er konnte eine Anzahl von Befunden aus verschiedenen Epochen sichern. Im Kammerinneren hatte das von den Decksteinen abtropfende Regenwasser Verfärbungen hinterlassen, die es erlaubten, die Anzahl der Decksteine mit fünf und deren Breiten zwischen 2,30 bis 2,50 m und deren Länge mit 3,1 bis 3,5 m zu bestimmen.

## Funde
In der Kammer fanden sich auch Reste von zwei übereinanderliegenden, durch eine Sandschicht getrennten Bodenpflasterungen. Die obere Pflasterung bestand aus Granitplatten, die untere, ältere aus Rollsteinen. An verschiedenen Stellen der Kammer fand man Scherben eines jungsteinzeitlichen Gefäßes und zwei Beile aus Feuerstein. Von den Bestattungen waren nur wenige Knochen erhalten. Spuren eines aus Steinen errichteten Zuganges zur Kammer in der Mitte der Ostseite, wie sie von anderen Großsteingräbern bekannt sind, fanden sich nicht. Unmittelbar vor dem Zugang entdeckte man eine große Brandstelle, und verstreut um diese verschiedene unregelmäßige Steinpackungen und Steinansammlungen. In einer Brandstelle fand man das Bruchstück eines Feuersteinbeiles, das starkem Feuer ausgesetzt gewesen war. In den Steinpackungen fanden sich zerscherbte Gefäße, die aus der Bronzezeit stammten. Über dem Schwellenstein des Zuganges lag eine in die Bronzezeit zu datierende Geröllsteinschicht, aus der geschlossen werden kann, das auch in der Kammer Handlungen ausgeführt wurden.
Bei der Ausgrabung des gestörten Nordendes der Kammer ergaben sich Anhaltspunkte, dass es noch im 9. Jahrhundert n. Chr. aufgesucht wurde. Im Nordteil des Kammerinneren zeichnete sich eine dunkle Fläche ab, die Holzkohle, wenige Knochenreste und Keramikfragmente des 9. Jahrhunderts n. Chr. enthielt.